# Ounasselkä
Ounasselkä är en bergskedja i Finland. Den ligger i Kolari kommun i landskapet Lappland, i den norra delen av landet, 800 km norr om huvudstaden Helsingfors. Ounasselkä ligger vid sjön Teurajärvi.